# Samband íslenskra samvinnufélaga
Das Samband íslenskra samvinnufélaga (SÍS) ist ein Verband von Genossenschaften in Island, dessen ursprüngliche Aktivitäten weitgehend eingestellt sind. Zu den Mitgliedern zählten die Kaupfélag.
SÍS geht auf eine Vorgängerorganisation zurück, die 1902 in Nordisland gegründet wurde. 1917 verlegte der Verband seinen Sitz von Akureyri nach Reykjavík. In den kommenden Jahren erlangte SÍS eine dominierende Rolle im Handel mit isländischen Landwirten, sowohl als Importeur von landwirtschaftlichen Gütern als auch als Exporteur isländischer landwirtschaftlicher Produkte. Es stand in enger Verbindung mit der bäuerlichen Fortschrittspartei. Im Zuge der Entwicklung der Kooperativen expandierte SÍS enorm und umfasste unter anderem eine Bank, eine Versicherung, eine Schifffahrtslinie, Fischereien, Ladenketten und andere Unternehmen. 
In den 1980er Jahren geriet SÍS in finanzielle Schwierigkeiten und wurde zu Beginn der 1990er Jahre in verschiedene Einzelunternehmen aufgespalten. Laut dem Historiker Guðmundur Hálfdanarson im A to Z of Iceland (2010) waren damit zu Beginn der 2000er Jahre die letzten Überreste der genossenschaftlichen Bewegung in Island verschwunden. Damit sei auch die Vision gestorben, „eine wirtschaftliche Alternative sowohl zu Kapitalismus als auch zu Sozialismus zu schaffen“. Da SÍS in der Öffentlichkeit kaum mehr präsent ist, wird oft angenommen, dass die Organisation als solche Insolvenz angemeldet habe und nicht mehr existiere, dies trifft jedoch nicht zu. SÍS existiert immer noch, hat seinen Sitz wieder in Akureyri und ist seit der Einstellung des Betriebs als Genossenschaftsverband vornehmlich ein „soziales Forum“, in dem Handelsangelegenheiten diskutiert werden. Vorsitzender ist mit Stand vom Mai 2020 Hannes Karlsson. 2012 wurde das Archiv von SÍS an das Isländische Nationalarchiv (Þjóðskjalasafn Íslands) übergeben.